# Nana-Mambéré

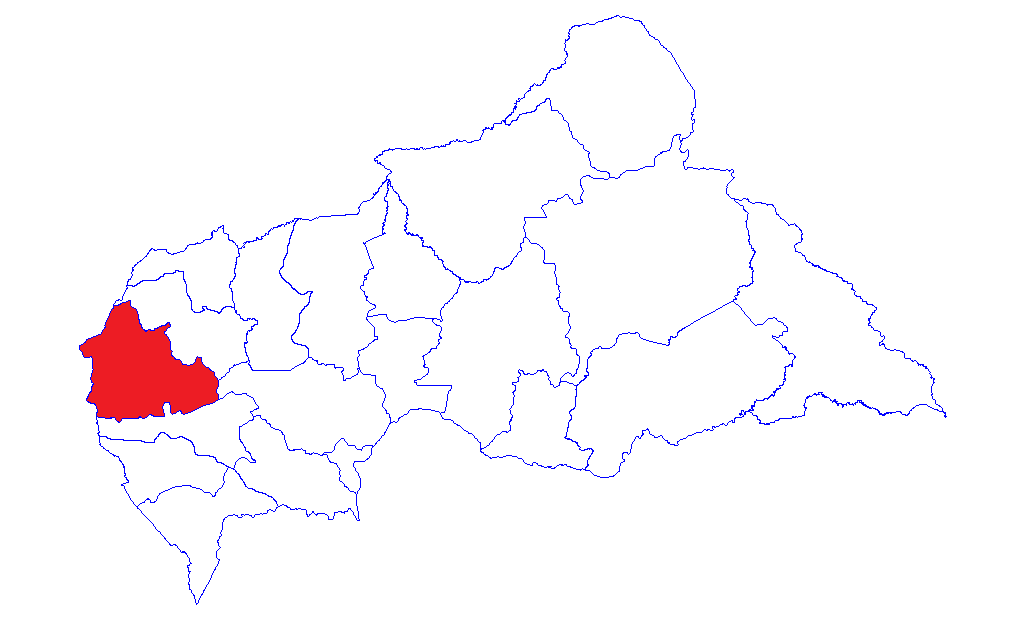
Localização de Nana-Mambéré

Nana-Mambéré é uma das 20 prefeituras da República Centro-Africana, tendo Bouar como capital. A região abrange uma área de 26 600 km² e, de acordo com o último censo realizado em 2003, sua população era de 233 666 habitantes. Em 2024, estimativas oficiais apontam que a população chegou a 371 863 pessoas.